# Campeonato Asiático de Atletismo de 2019 - Revezamento 4x100 m feminino
A prova dos 4 x 100 metros estafetas feminino do Campeonato Asiático de Atletismo de 2019 foi disputada no dia 23 de abril de 2019 no Estádio Internacional Khalifa em Doha, no Catar. 

## Recordes
Antes desta competição, os recordes mundiais e do campeonato nesta prova eram os seguintes:
|                       | Nome                                                         | Nacionalidade  | Tempo  | Local   | Data                  |
| --------------------- | ------------------------------------------------------------ | -------------- | ------ | ------- | --------------------- |
| Recorde mundial       | Tianna Madison, Allyson Felix Bianca Knight, Carmelita Jeter | Estados Unidos | 40s 82 | Londres | 10 de agosto de 2012  |
| Recorde do campeonato | Tao Yujia, Yuan Qiqi Lin Huijun, Wei Yongli                  | China          | 43s 40 | Wuhan   | 4 de junho de 2015    |
| Recorde asiático      | Lin Xiao, Yali Li Xiaomei Liu, Li Xuemei                     | China          | 42s 23 | Xangai  | 23 de outubro de 1997 |

Os seguintes recordes foram estabelecidos durante esta competição:
| Data        | Evento | Atletas                                           | Nacionalidade | Tempo  | Notas                 |
| ----------- | ------ | ------------------------------------------------- | ------------- | ------ | --------------------- |
| 23 de abril | Final  | Liang Xiaojing, Wei Yongli Kong Lingwei, Ge Manqi | China         | 42s 87 | Recorde do campeonato |

## Medalhistas
| Ouro                                                          | Prata                                                                                   | Bronze                                                                           |
| China · Liang Xiaojing · Wei Yongli · Kong Lingwei · Ge Manqi | Cazaquistão · Rima Kashafutdinova · Elina Mikhina · Svetlana Golendova · Olga Safronova | Bahrein · Edidiong Odiong · Iman Essa Jassim · Hajar Al-Khaldi · Salwa Eid Naser |

## Cronograma
Todos os horários são locais (UTC+3)
| Data        | Hora  | Evento |
| ----------- | ----- | ------ |
| 23 de abril | 19:40 | Final  |

## Resultado final
| Posição           | Raia | Nacionalidade | Atletas                                                                           | Tempo | Notas                |
| ----------------- | ---- | ------------- | --------------------------------------------------------------------------------- | ----- | -------------------- |
| Medalha de ouro   | 5    | China         | Liang Xiaojing, Wei Yongli, Kong Lingwei, Ge Manqi                                | 42.87 | ,                    |
| Medalha de prata  | 6    | Cazaquistão   | Rima Kashafutdinova, Elina Mikhina, Svetlana Golendova, Olga Safronova            | 43.36 | Recorde da temporada |
| Medalha de bronze | 8    | Bahrein       | Edidiong Odiong, Iman Essa Jassim, Hajar Al-Khaldi, Salwa Eid Naser               | 43.61 |                      |
| 4                 | 2    | Índia         | Archana Suseentran, Veeramani Revathi, Kunnath Ranga, Dutee Chand                 | 43.81 | Recorde da temporada |
| 5                 | 4    | Tailândia     | On-Uma Chattha, Khanrutai Pakdee, Tassaporn Wannakit, Supawan Thipat              | 43.99 | Recorde da temporada |
| 6                 | 7    | Japão         | Ichiko Iki, Miku Yamada, Shuri Aono, Naoka Miyake                                 | 44.95 | Recorde da temporada |
| 7                 | 3    | Singapura     | Clara Goh Si Hui, Veronica Shanti Pereira, Kugapriya Chandran, Elizabeth-Ann Shee | 45.78 | Recorde da temporada |

Legenda
| Recorde mundial       | Recorde mundial (World record)               |                       | Recorde africano                      | Recorde africano (African) |                                           | Q | Classificado por posição (Qualified) |
| Recorde do campeonato | Recorde do campeonato (Championship record)  | Recorde da América    | Recorde da América (Americas)         | q                          | Classificado por melhor tempo (Qualified) |   |                                      |
| Melhor marca do ano   | Melhor marca do ano (World leading)          | Recorde asiático      | Recorde asiático (Asian)              | DNS                        | Não largou (Did not start)                |   |                                      |
| Recorde nacional      | Recorde nacional (National record)           | Recorde europeu       | Recorde europeu (European)            | DNF                        | Não terminou (Did not finish)             |   |                                      |
| Recorde pessoal       | Recorde pessoal do atleta (Personal best)    | Recorde da Oceania    | Recorde da Oceania (Oceania)          | DSQ / DQ                   | Desclassificado (Disqualified)            |   |                                      |
| Recorde da temporada  | Recorde da temporada do atleta (Season best) | Recorde sul-americano | Recorde sul-americano (South America) | NM                         | Sem marca (No mark)                       |   |                                      |